# Staatliche Feintechnikschule
Die Staatliche Feintechnikschule mit Technischem Gymnasium in Villingen-Schwenningen ist eine berufliche Vollzeitschule in der Trägerschaft des Landes Baden-Württemberg und des Schwarzwald-Baar-Kreises. Die Schule ist Mitglied im Netzwerk für berufliche Fortbildung Schwarzwald-Baar-Heuberg.

## Schularten
Die Schule unterrichtet in fünf Schularten: ein dreijähriges Technisches Gymnasium, eine Fachschule für Technik, eine einjährige Meisterschule, eine dreijährige Berufsfachschule sowie ein Berufskolleg für Informations- und Kommunikationstechnik.
An allgemeinbildenden Schulabschlüssen bietet die Schule die allgemeine Hochschulreife (Abitur) im Technischen Gymnasium.
Für Schüler, die bereits den Mittleren Schulabschluss (frühere Bezeichnung: Mittlere Reife) haben, besteht die Möglichkeit, während der Berufsausbildung durch Zusatzunterricht in Deutsch, Mathe, Englisch, Sozial- und Betriebslehre, mit der jeweiligen Prüfung, die Fachhochschulreife zu erlangen. Mit der Fachhochschulreife ist ein Studium an einer Hochschule (frühere Bezeichnung: Fachhochschule) möglich.
Hauptschüler erhalten bei entsprechendem Notendurchschnitt in der Berufsabschlussprüfung, einen dem Realschulabschluss (Mittlere Reife) gleichgestellten Bildungsstand.

### Berufsfachschule
Die 3-jährige Berufsfachschule gibt es in Baden-Württemberg nur zweimal (einmal noch in Furtwangen). Die Schüler erlernen nach einem mittleren Bildungsabschluss einen Beruf komplett an der Schule ohne dualen Partner. Es können folgende Ausbildungsabschlüsse erworben werden:
- Elektroniker für Automatisierungs- und Systemtechnik[5] (bis 1. August 2003 Elektromechaniker, danach Systemelektroniker für Geräte und System bis 1. Juli 2021[6])
- Feinwerkmechaniker (mit Elektrofachschein)[7]
- Uhrmacher (mit Europraktikum und WOSTEP-Partnerschule)[8].

Die Uhrmacher bilden eine Landesfachklasse. Hier werden auch Schüler in dualer Ausbildung beschult.

### Berufskolleg
Das 2-jährige Berufskolleg wird mit einem mittleren Bildungsabschluss besucht und führt zum Abschluss Informations- und Kommunikationstechnischer Assistent.

### Technisches Gymnasium
Das 3-jährige Technische Gymnasium gliedert sich in drei berufsbezogenen Schwerpunktprofile:
- Gestaltungs- und Medientechnik
- Informationstechnik
- Mechatronik

Eingangsvoraussetzung ist die mittlere Reife mit einem Schnitt von 3,0 in den Fächern Deutsch, Mathematik und Englisch.
Abschluss ist das Allgemeine Abitur (Allgemeine und Fachgebundene Hochschulreife).
Ziel der Schule ist eine technisch fachversierte Vorbereitung auf Ingenieur-Studiengänge.

### Fachschule für Technik
In der Technikerschule erhält man den Abschluss Staatlich geprüfter Techniker, inkl. Erwerb der Fachhochschulreife.
Es werden zwei Fachrichtungen angeboten:
- Fachrichtung Feinwerktechnik (Vollzeit und Teilzeit)
  1. Berufsprofil: Fertigungstechnik
  2. Berufsprofil: Mechatronik/Informationselektronik
- Fachrichtung Informationstechnik (Teilzeit)
  - Wird den derzeitigen Abgängern zusätzlich zum Abitur auch noch einen zusätzlichen Abschluss in der Programmierung mit Java (Programmiersprache) gewährt.

Voll-/Teilzeitunterricht
Die Berufsprofile Fertigungstechnik und Informationselektronik werden als Vollzeitschule in zwei Jahren angeboten.
Das Berufsprofil Fertigungstechnik wird zusätzlich als Teilzeitschule in vier Jahren angeboten.
Technikerarbeit
In der zweiten Ausbildungshälfte wird eine selbstständige Abschlussarbeit erstellt. Diese Technikerarbeit muss in Kooperation mit einem Betrieb entstehen.

### Meisterschule
Die Schulung zum Industriemeister der Fachrichtung Metall und die zum Handwerksmeister der Fachrichtung Uhrmacherei dauern jeweils ein Jahr, nur in Vollzeit.

### Vorqualifizierungsjahr Arbeit und Beruf (VAB)
Das Vorqualifizierungsjahr Arbeit und Beruf (VAB) stellt die Mindestanforderung für den Erwerb eines dem Hauptschulabschluss gleichwertigen Bildungsstand dar. Es werden zwei Fachrichtungen angeboten.
- Das Vorqualifizierungsjahr Arbeit und Beruf (VAB): Das VAB wird von Jugendlichen besucht, die das 18. Lebensjahr noch nicht vollendet haben, also noch schulpflichtig sind, und noch keinen Hauptschulabschluss erworben haben.
- Das VAB ohne Deutschkenntnisse (VABO): Das VABO stellt eine Sonderform des VAB an beruflichen Schulen in Baden-Württemberg dar. In VABO-Klassen erhalten überwiegend jugendliche Migranten ohne Deutschkenntnisse ein gezieltes Sprachförderangebot.

## Geschichte
Die Staatliche Feintechnikschule wurde 1900 als königlich württembergische Fachschule für Feinmechanik, Elektromechanik und Uhrmacherei gegründet. Heute steht die Schule in der Trägerschaft des Landes Baden-Württemberg, das der Schule angegliederte Technische Gymnasium gehört zu den beruflichen Schulen des Schwarzwald-Baar-Kreises.
Zweck der Fachschule war es mit theoretischem und praktischem Unterricht Arbeiter, Werkführer und selbständige Gewerbetreibende heranzubilden. Nach drei Jahren (Vollausbau) hatte die Schule 61 Schüler.
Die Schule war von Beginn an eine staatliche Schule. Zu den Anfängen als königliche Schule wurde sie vom ehemaligen Staat Königreich Württemberg finanziert. Gewidmet war die Schule dem württembergischen König, Wilhelm dem Zweiten.
Es war einerseits den vier großen Uhrenfabrikanten Bürk, Mauthe, Schlenker-Kienzle und Haller zu verdanken, die zum großen Teil die Kosten für die Erstellung der Schule übernahmen. Zudem halfen die Bemühungen von Christian Mauthe (Geheimer Kommerzienrat, Uhrenfabrikant, Ehrenbürger, *1845–†1909) und des Landtagsabgeordneten Richard Bürk (*1851–†1934), dass Schwenningen diese Einrichtung bekam. Gebaut wurde die Schule auf dem nördlichen Teil des einstigen Werkgeländes der Saline Wilhelmshall, an der heutigen Salinenstraße.

Bereits 1904 wurde der Schule ein Meisterkurs angegliedert.

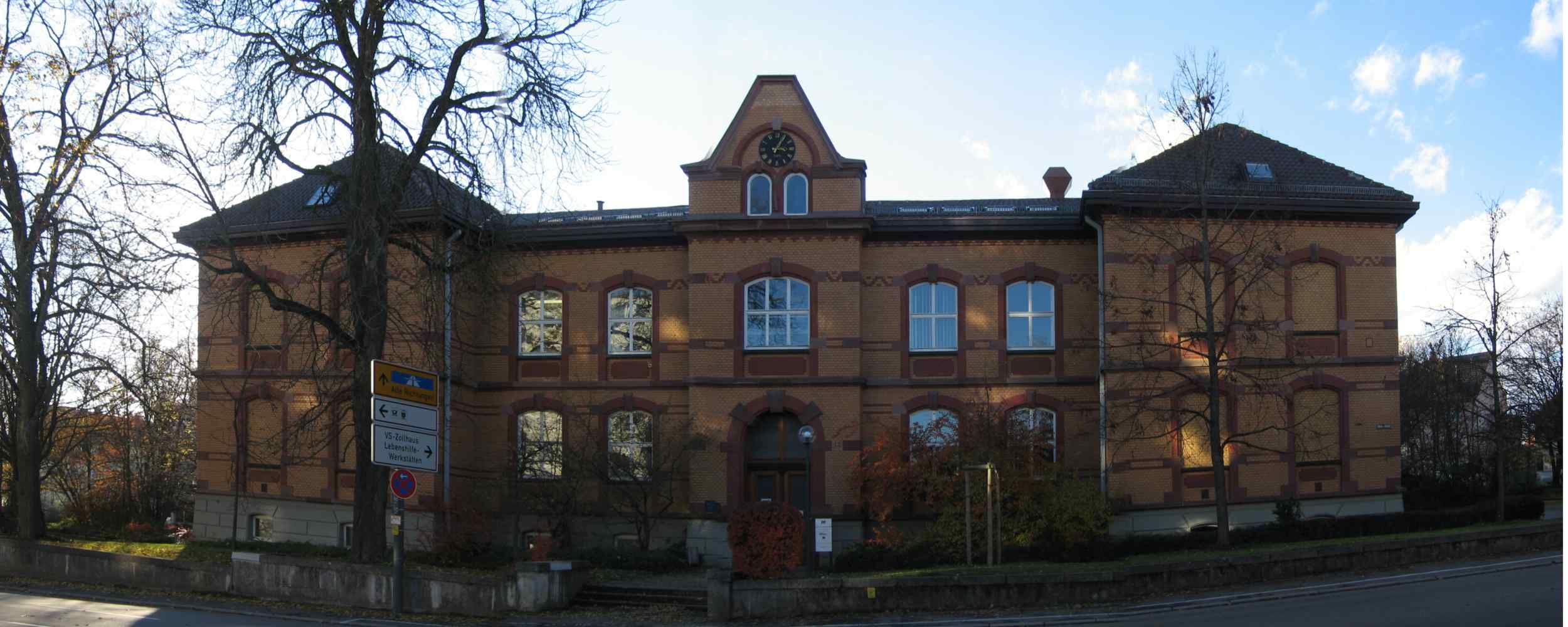
Altbau, Einweihung 1. Mai 1990

Darüber hinaus wurde die Schule in den 1960er Jahren erweitert und modernisiert, um den steigenden Anforderungen der Industrie und Forschung gerecht zu werden. Die Umbenennung der Schule von „Fachschule für Feinmechanik“-etc. pp., zu „Feinmechanikschule“, zu „Feintechnikschule“, war Teil dieser Modernisierungsmaßnahme.
1957 wurde die Fachschule für Technik gegründet und später der Staatlichen Feintechnikschule angegliedert. Die Schülerzahl erhöhte sich auf 200.
1967 wurde das Technische Gymnasium eröffnet. Es war landesweit eine der ersten Schulen dieses Typs und besaß seinerzeit zwei Parallelklassen; seit 2012 sind es vier.
Eine große Erweiterung wurde 1967 eingeweiht: Ein Werkstattbau, ein Verwaltungsbau und ein Zwischenbau. Die Nutzungsfläche stieg um das Dreifache.
Im Jahr 2000 kam das einzügige Berufskolleg hinzu. Um Platz für neue Maschinen zu schaffen, wurden im Juni 2014 einige Werkstätten an die Gewerbeschule Villingen-Schwenningen ausgelagert.
2017 begann die Planung und Umsetzung der Werkstatterweiterung, gefolgt von einer umfassenden energetischen Sanierung für des seit 2016 unter Denkmalschutz stehenden Werkstattgebäudes.

Ansichtskarte/Postkarte

## Gebäude

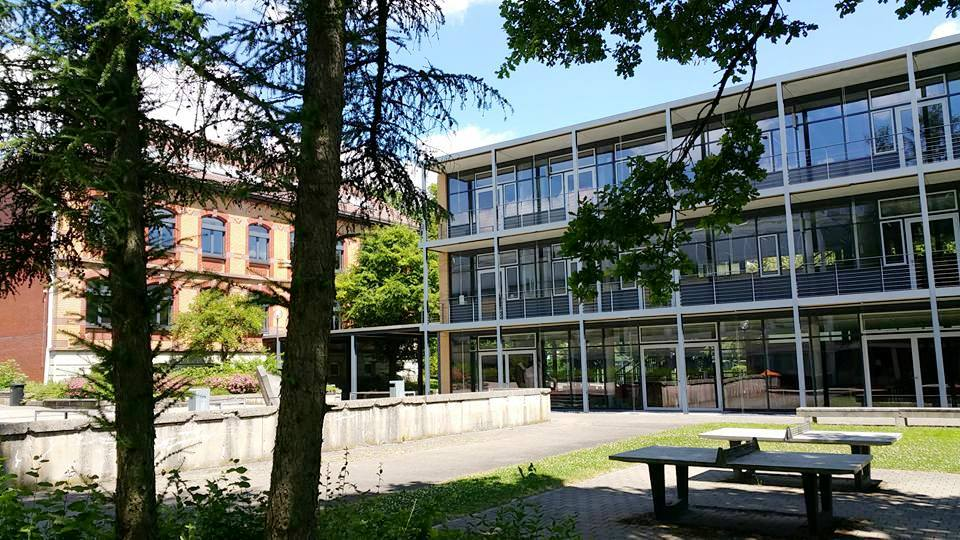
Alte und neue Architektur

### Gebäude A – Verwaltungsgebäude
Im Verwaltungsgebäude befindet sich mit direkten Zugang zum Haupteingangsbereich ein kleineres Foyer im Erdgeschoss. Sekretariat sowie die Führungsebene finden sich im Obergeschoss neben dem großen Lehrer-Konferenzraum wieder. Das Verwaltungsgebäude ist durch eine Gebäudebrücke im Obergeschoss, direkt an das bestehende Werkstattgebäude angebunden.
Im Foyer werden in Ausstellungsvitrinen die Gesellenstücke von den Absolventen der Beruflichen Abschlussjahrgänge, ein Jahr lang bis zur Übergabe zum nächsten Schuljahresende präsentiert.

### Gebäude B – Backsteingebäude
Die Schule nutzt nach wie vor das historisch denkmalgeschützte Gründungsgebäude (Backsteingebäude) von 1900. Der Theoriebau beherbergt die sieben große Klassenzimmer, drei Computerräume, drei Labore und weitere Büroräume.
Das 1. Untergeschoss von Gebäude B ist mit dem 1. Untergeschoss von Gebäude C verbunden und befindet sich auf derselben begehbaren Ebene wie das Foyer-Erdgeschoss von Gebäude D.

### Gebäude C – Werkstattgebäude
Das von 1966 gebaute Werkstattgebäude steht seit 2016 unter Denkmalschutz, welches mit Theoriebau, Verwaltungsbau, Verbindungsgang und dem durch die Baukuben gebildeten Schulhof eine schützenswerte Sachgesamtheit darstellt.
Das Werkstattgebäude bekam, aufgrund der abermaligen Auslagerung, eine Werkstatterweiterung für weitere Maschinen, wobei der Platz für die Tischtennisplatten entweichen musste. Der Neubau ist direkt an das bestehende Werkstattgebäude angeschlossen. Zudem kann durch die günstige Lage des Erweiterungsbaus die Infrastruktur im Nachbargebäude mitbenutzt werden. Die Bauzeit betrug von April 2018 an rund neun Monate.

### Gebäude D – Aufenthaltsgebäude
Ein viertes Gebäude mit einem Foyer, sechs Klassenzimmern, Aufenthaltsräume, ein Kiosk/Cafeteria und einigen weiteren Büroräumen kam, mit einer Bauzeit von genau einem Jahr, März 2008 hinzu. Das Schulgebäude wurde analog zum historischen Gründungsgebäude aus dem Jahr 1900 in den Grünzug gestellt, wodurch sich dieser unverändert im Freibereich der Schule fortsetzt. Der neu angelegte Schulhof öffnet sich damit nach Süden und wird durch das neue Gebäude zur Salinenstraße hin abgeschirmt. Der einfache Baukörper ist längs geteilt in zwei Zonen gegliedert: die Hauptnutzflächen liegen am ruhigen Freibereich, die Erschließung und die Nebenräume sind der Salinenstraße zugewandt. Die im geraden Zuge nach oben führende Treppe sowie die galerieartigen Flure bilden eine räumlich interessante Zone, die neben der reinen Erschließung auch zur Kommunikation einladen soll. Eine großzügige Verglasung sorgt hier für Helligkeit und ein intensives Wechselspiel zwischen Innen und Außen. Im Erdgeschoss können die Flächen Foyer, Cafeteria und Aufenthalt durch mobile Trennwände variabel zusammengeschaltet werden, was für die Prüfungen genutzt wird. Der Kiosk selbst, bleibt unabhängig davon, immer zugänglich. Diese Flächen haben direkte Verbindung zum davor liegenden Schulhof.

## Multimedia
Die Schule besitzt 280 Rechner. Davon sind die meisten in sieben Computerlabors untergebracht. In den Klassenzimmern stehen für Präsentationen und die Klassenbuchführung Laptops zur Verfügung. Für Schüler gibt es frei zugängliche PCs. In den meisten Klassenzimmern sind interaktive Whiteboards angebracht. Außerdem gibt es für Lehrer und Schüler ein frei zugängliches WLAN-Netz. Seit dem Schuljahr 2019/2020 gibt es außerdem eine iPad-Klasse in der jeder Schüler mit einem eigenen iPad ausgestattet ist.

## Vereine
Die Schule besitzt drei Fördervereine:
- „Vereinigung ehemaliger Feintechnikschüler e. V.“ - Diese wurde am 4. November 1911 gegründet und ist der älteste Förderverein.[35] Ihre Mitglieder sind allesamt Ehemalige der Technikerschule, Meisterschule, Berufsfachschule bzw. des Berufskollegs.

- „TG-Verein e. V.“

- „Förderkreis Feintechnikschule e. V.“

## Publikationen
Die drei Schulvereine geben einmal jährlich, jeweils im Mai, das fts-Magazin heraus.

## Partnerschulen
Mit folgenden Partnerschulen findet ein regelmäßiger Schüleraustausch statt:
- Ningbo Polytechnic (China)[36][37][38]
- Lycée Polyvalent Jean-Baptiste Schwilgué (Frankreich)[39]

## Persönlichkeiten

### Schulleiter
Königlich württembergische Fachschule für Feinmechanik, Elektromechanik und Uhrmacherei
- 1900–1909 F. Göpel
- 1909–1916 Wilhelm Sander
- 1916–1919 (ohne offiziellen Leiter im 1. Weltkrieg)
- 1919–1923 Meidinger
- 1923–1937 Schlee
- 1937 – Dez. 1944 Paul Gittinger (Einstellung des Unterrichts durch 2. Weltkrieg)

Staatliche Feintechnikschule (seit ca. 1960)
- 1947–1967 Albert Ernst
- 1967–1978 K. H. Estermann
- 1978–1995 Helmut Bölch
- 1995–2002 Werner Bogenschütz
- 2002–2013 Annemarie Conradt-Mach; 1. Stellvertreter: Thomas Ettwein[40][41]
- seit 2013 Thomas Ettwein; 1. Stellvertreter: Udo-Jürgen Held

### Bekannte Lehrer
- Bruno Hillmann (* 24. März 1869 in Kamenz; † 26. April 1928 in Zürich), war ein deutscher Uhrmacher und Fachautor. Ab 1922 unterrichtete er an der königlich württembergische Fachschule und übersiedelte danach schließlich nach Zürich zurück.

### Bekannte Absolventen
- Eduard Hauser (1928–2010), deutscher Politiker (Die Republikaner), Mitglied des Landtags von Baden-Württemberg, Förderer, Spender und Leihgeber des Uhrenindustriemuseums in Villingen-Schwenningen
- Bernhard Moritz Klingner (* 1943), deutscher Sonderpädagoge
- Martina Merz (* 1963), Vorstandsvorsitzende der thyssenkrupp AG von 2019 bis 2023.
- Martin Rinderknecht (* 1972), deutscher Fotograf und Designer